# Eupithecia rebeli
Eupithecia rebeli là một loài bướm đêm trong họ Geometridae.